# Исмет Гунеј
Исмет Вехит Гунеј (тур. İsmet Vehit Güney; Лимасол, 15. јул 1923 — Никозија, 23. јун 2009) био је кипарски уметник, карикатуриста, учитељ и сликар. Најпознатији је као дизајнер савремене заставе Републике Кипар, грба ове државе и оригиналне кипарске лире 1960. године. Гунејев дизајн је био јединствен, јер је Република Кипар прва земља на свету која је приказала мапу на својој застави.

## Биографија
Гунеј је рођен 1923. године у Лимасолу, Кипар. Сликањем је почео да се бави још док је био ученик у средњој школи. После дипломирања на Учитељском факултету, 1948. године почео је да ради као наставник уметности.
Од 1948. до 1977. предавао је уметност и историју уметности у Лефкоса еркеку. 1956. године упознао је уметника Ибрахима Чалија и радио с њим до 1960. године.
Године 1947. Гунеј је постао први сликар кипарских Турака који је отворио самосталну изложбу ликовних дела. Гунеј је имао много самосталних изложби, као и учешће у групним изложбама на Кипру и у иностранству. Године 1967. стипендија му је омогућила да студира на колеџу Странмилс универзитета Белфаст квинс. Године 1986. имао је велику ретроспективну изложбу у Никозији. Влада Северног Кипра доделила му је Награду за културу и уметност 1986. године. Крајем свог живота бавио се графиком, цртаним филмом, фотографијом.
Исмет Гунеј је умро од рака 23. јуна 2009. године, у 86. години живота. Комеморацији у културном центру Ататурк у Никозији присуствовао је и председник Северног Кипра Мехмет Али Талат и одржао говор. На церемонији је приказан документарни филм Прича о сликару.
Године 2005. Министарство националне просвете и културе отворило је уметнички центар који носи име Исмет Вехит Гунеј.
У знак сећања на десету годишњицу смрти Исмета Вехита Гунеја, који је имао велику улогу у постављању темеља кипарске уметности, одржана је изложба у Кипарском уметничком центру у априлу 2019. године.

## Стварање кипарске заставе
Пре увођења заставе Кипра, коришћене су заставе Турске и Грчке. Тренутна застава је настала као резултат конкурса за дизајн 1960. године. Према уставу, застава није требало да садржи ни црвену ни плаву боју (боје заставе Турске и заставе Грчке), нити крст или полумесец. Учесници су избегавали употребу ова четири елемента у покушају да застава постане ’неутрална’.
Добитни изглед заставе заснован је на предлогу Исмета Гунеја. Одабрао га је Макариос III, председник Републике Кипар, уз сагласност Фазила Кучука, тадашњег потпредседника, 1960. године.
За млади Кипар изабрана је бела застава као знак мира између двеју заједница које живе у њему (кипарски Грци и кипарски Турци). Мапа острва је златно жуте боје ради лакшег репродуковања оног што је првобитно требало да буде боја бакра, метала по којем је острво добило име. Највероватније, пошто у хералдици нема смеђе-црвенкасто-бакарне боје, мапа је промењена у златну. Две гране маслине симболизују мир између две заједнице на острву.
Тренутно само јужни део Кипра под државном управом користи Гунејев оригинал од поделе острва 1974. године.
Гунеј је тражио надокнаду од владе Републике Кипар за свој дизајн заставе, уз компензацију за коришћење ауторских права, 2006. године. Макариос је Гунеју обећао 20 фунти годишње за дизајн државне заставе, али за свој рад никада није плаћен, према извештајима кипарских турских медија; Гунеј је ангажовао адвокатску компанију кипарских Грка да преузме његов случај и изјавио је да ће свој случај предати Европском суду за људска права уколико буде потребно.